# 沃迪采 (克羅地亞)

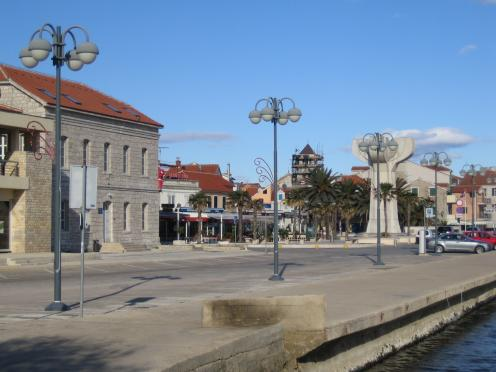

沃迪采是克羅地亞的城鎮，位於該國南部亞得里亞海畔，距離希貝尼克11公里，由希貝尼克-克寧縣負責管轄，是熱門的旅遊地點，2011年人口8,902。

## 外部連結
- Official site （页面存档备份，存于）
- Travel Guide （页面存档备份，存于）